# Myra (Rapperin)

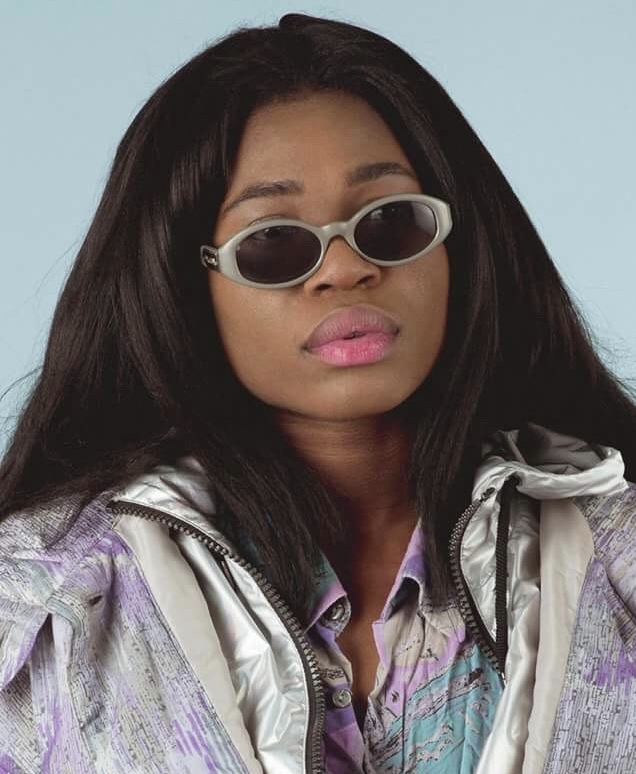
MYRA, 2018

Regina Tucker (* 1994 in Sierra Leone) ist eine norwegische Rapperin und Sängerin. Sie tritt unter dem Künstlernamen Myra auf.

## Leben
Tucker kam in Sierra Leone zur Welt. Im Alter von vier Jahren floh sie mit ihrer Familie vor dem dortigen Bürgerkrieg nach Norwegen, wo sie zunächst in Lindås wohnte. In ihrer Jugend zog sie mehrfach um und lebte unter anderem im Kinderheim und bei Pflegeeltern. Im Oktober 2016 gab sie auf SoundCloud ihre Debütsingle Hold On heraus. Das Lied erregte unter anderem die Aufmerksamkeit des in der Bergener Hip-Hop-Szene tätigen Managers Leo Ajkic und sie erhielt erste Festivalauftritte. Gemeinsam mit Lars Vaular veröffentlichte sie im Februar 2017 die Single Ventet på deg. Im Jahr 2018 war sie beim norwegischen Musikpreis P3 Gull in der Newcomer-Kategorie nominiert. Für ihr Lied Hjemløs i egen by erhielt sie beim Edvard-prisen 2020 die Auszeichnung für den Text des Jahres.
Im Herbst 2020 nahm sie an der bei NRK ausgestrahlten Musikshow Stjernekamp teil. Im Horror-Comedy-Film Prosjekt Z, der im März 2021 herauskam, übernahm Tucker eine der Rollen. Im selben Jahr gab sie mit Bokser & Ballerina ihr Debütalbum heraus. Es folgte eine Teilnahme an der zu Beginn des Jahres 2022 bei TV 2 ausgestrahlten zwölften Staffel der Musikshow Hver gang vi møtes. Im Zuge der Showteilnahme veröffentlichte sie mehrere Coverversionen von Liedern der anderen Teilnehmer. Im Herbst 2023 wirkte sie an der bei TV 2 ausgestrahlten Tanzshow Skal vi danse mit. Im Januar 2024 nahm sie mit dem Lied Heart on Fire am Melodi Grand Prix 2024, dem norwegischen Vorentscheid für den Eurovision Song Contest, teil. Sie schied im ersten Halbfinale aus. Im selben Jahr wirkte sie an der Promi-Version der norwegischen Reality-Show 71° Nord mit.

## Auszeichnungen
- 2018: P3 Gull, Nominierung als „Newcomer des Jahres“[13]
- 2020: Edvard-prisen, „Text des Jahres“ (für Hjemløs i egen by)[14]

## Filmografie
- 2020: Blutiger Trip (Fernsehserie, 1 Folge)
- 2021: Prosjekt Z

## Diskografie

### Alben
- 2021: Bokser & Ballerina

### Singles
- 2016: Hold On
- 2017: Ventet på deg (mit Lars Vaular)
- 2017: Link Opp
- 2017: Lever i bassen
- 2017: Tarzan & Jane (mit Snow Boyz)
- 2018: Føler meg selv
- 2018: Hola
- 2018: Opplevelse og kos (mit Maya Vik und Vin og Rap)
- 2018: Ekstremsport
- 2019: Stylist
- 2019: Dette er mitt navn
- 2019: Motorola
- 2019: Hjemløs i egen by
- 2020: Hundre
- 2020: Dum & deilig
- 2020: Hasta La Vista (mit Kappekoff)
- 2020: Tørstig
- 2021: Dovre faller
- 2021: Svart Lamborghini
- 2021: Se vekk
- 2021: Kan ikke falle
- 2022: DIY
- 2023: Vi ble til i hverandres blikk
- 2024: Heart on Fire